# European Association of Work and Organizational Psychology
Die European Association of Work and Organizational Psychology (EAWOP) ist die Vereinigung der auf dem Gebiet der Arbeits- und Organisationspsychologie (Wirtschaftspsychologie) tätigen Psychologen in Europa. Sie wurde 1991 gegründet und hat ihren Sitz in Rotterdam.
Mitgliedsorganisationen im deutschen Sprachraum sind die Sektion ABO-Psychologie des Berufsverband Deutscher Psychologinnen und Psychologen, der Berufsverband Österreichischer Psychologen sowie die Schweizerische Gesellschaft für Arbeits- und Organisationspsychologie.
Zweck ist vor allem die Schaffung von Netzwerken zwischen Forschung und Praxis, die Abstimmung der Aus- und Weiterbildungsprogramme innerhalb Europas mit dem Ziel der gegenseitigen Ausbildungsanerkennung und Erarbeitung von Qualitätsstandards.
Alle zwei Jahre finden Europäische Kongresse zur Arbeits- und Organisationspsychologie statt.

## Weblink
- Offizielle Website